# تیمچه حاج صفرعلی
تیمچه حاج صفرعلی مربوط به دوره قاجار است و در تبریز، خیابان دارایی، دالان حاج شیخها، راسته جدید واقع شده و این اثر در تاریخ ۱۴ مرداد ۱۳۸۲ با شمارهٔ ثبت ۹۴۱۳ به‌عنوان یکی از آثار ملی ایران به ثبت رسیده است.